# Joseba Larralde
Joseba Larralde Alzugarai (Vera de Bidasoa, 11 de abril de 1986) es un ciclista profesional español. Es profesional desde 2009, cuando debutó en el equipo Orbea.
Hasta la fecha no ha conseguido ninguna victoria como profesional.

## Palmarés
Todavía no ha conseguida ninguna victoria como profesional.

## Resultados en Grandes Vueltas y Campeonato del Mundo
Durante su carrera deportiva ha conseguido los siguientes puestos en las Grandes Vueltas y en los Campeonatos del Mundo en carretera:
| Carrera         | 2009 | 2010 | 2011 |
| --------------- | ---- | ---- | ---- |
| Giro de Italia  | -    | -    | -    |
| Tour de Francia | -    | -    | -    |
| Vuelta a España | -    | -    | -    |
| Mundial en Ruta | -    | -    | -    |

-: No participa

## Equipos
- Orbea (2009-2011)